# Налбандян Ашхен Степанівна
Налбандян Ашхен Степанівна (1903, Тбілісі — 5 липня 1982, Москва) — мати відомого барда Булата Окуджави.

## Біографія
В 1928 році закінчила економічний університет імені Плеханова. За спеціальністю вона була економістом текстильної промисловості. Чоловік — Окуджава Шало Степанович, був арештований 1937 року (того ж року був розстріляний). В 1928-1930 рр. працювала економістом в Москві. В 1930-1931 рр. в Тбілісі, потім знову в Москві до 1934 року.
Уперше її арештували за «троцькістську діяльність» у лютому 1939 року. 5 років жінка відбувала в Карлагу, звідки її звільнили 1946 року. До 1949 року проживала в Кіровокані.
25 червня 1949 р. за висновком зі старої справи й за тим самим обвинуваченням Особлива нарада при МДБ СРСР вирішила заслати Налбандян на поселення. 6 липня 1954 року була звільнена. Реабілітована, як і більшість повторників, у 1956 році.

## Цікаві факти
1987 року її син написав вірш «Письмо к маме», у якому його герой звертається до матері, засланої до Красноярського краю.